# Суркин, Николай Прокофьевич
Никола́й Проко́фьевич Сурки́н (1 декабря 1910, Маис (село), Николо-Пестровский район, Пензенская губерния, Российская империя — ?) — советский государственный и партийный деятель, первый секретарь Крымского промышленного областного комитета КП Украины (1963—1964), председатель Крымского Совнархоза, 2-й секретарь Крымского обкома КПУ. Депутат Верховного Совета УССР 4-6-го созывов. Член ревизионной комиссии КПУ (1956—1966).

## Биография
Родился 1 декабря 1910 года в селе Маис, Николо-Пестровского района, Пензенской губернии в крестьянской семье. Образование высшее. В 1935 году окончил Ленинградский политехнический институт по специальности инженер-металлург.
В 1935—1936 годах — инженер-исследователь черных металлов Харьковского тракторного завода. В 1936—1941 годах — сменный мастер, старший мастер, начальник термического цеха Харьковского электромеханического завода. Член ВКП(б) с 1939 года.
До 1941 года работал на тракторном заводе. В начале Великой Отечественной войны Суркин ушел на фронт. В 1941—1946 годах — в Красной Армии, участник Великой Отечественной войны: начальник отдела вооружения Главного артиллерийского склада боеприпасов 38-й армии Юго-Западного фронта; начальник отдела вооружений фронтового полевого артиллерийского склада боеприпасов № 2051 Сталинградского, Юго-Западного, Донского, Центрального фронтов; в 1944 году в звании инженера-капитана служил помощником начальника фронтового полевого артиллерийского склада боеприпасов № 1400 Центрального и 1-го Белорусского фронтов.
В 1946—1949 годах — секретарь комитета КП(б) Украины Харьковского электромеханического завода. В 1949—1950 годах — председатель исполнительного комитета Московского районного Совета (Харьков). В 1950—1954 годах — первый секретарь Сталинского районного комитета КП(б) — КП Украины (Харьков).
1954 — инспектор ЦК КП Украины.
1954—1960 — второй секретарь Крымского областного комитета КП Украины. В 1960—1962 — председатель Совета народного хозяйства (СНХ) Крымского экономического административного района. В 1963—1964 годах — первый секретарь Крымского промышленного областного комитета КП Украины.
В 1964—1965 — инспектор ЦК КП Украины.
25 декабря 1965 — 29 августа 1969 года — секретарь Кировоградского областного комитета КПУ.
С августа 1969 года — на пенсии.
Член Ревизионной комиссии КП Украины, избирался депутатом Верховного Совета Украинской ССР 4-го, 5-го и 6-го созыва.

## Звания
- Инженер-капитан
- Инженер-майор

## Награды
- два ордена Отечественной войны 2-го ст. (25.03.1945, 6.11.1985)
- орден Красной Звезды (18.06.1944)
- орден Ленина
- орден «Знак Почёта»
- медали